# Алексеј Бутовски
Алексеј Бутовски (рус. Алексей Дмитриевич Бутовский, укр. Олексій Дмитрович Бутовський; 9. јун 1838 — 25. фебруар 1917) је био генерал-лајтнант Руске императорске војске, спортски функционер и један од оснивача Међународног олимпијског комитета.

## Биографија
Рођен је 9. јуна 1838. као син војног официра козачког порекла Дмитрија Бутовског. У интернату је учио енглески, немачки и француски језик. Радио је као наставник војних наука у Полтавском кадетском корпусу док је студирао на Николајевском инжењерско–техничком универзитету. Радио је и у војсци и сарађивао је са Главном управом војнообразовних установа. Упоредо са обављањем редовних дужности, покренуо је у средњим школама часове гимнастике, мачевања, игре на отвореном и курсеве о теорији и техници гимнастике и физичких вежби. Крајем 80-их година 19. века је постао један од најпопуларнијих стручњака у области физичког васпитања, а његово име је постало познато у иностранству. Повремено се састајао и редовно дописивао са Пјером де Кубертеном на француском језику који је веома добро познавао. Упознали су се 1892. у Француској где је по наређењу војних одељења Русије држао обуку гимнастичара и мачевалаца. Био је један од оснивача Међународног олимпијског комитета и као њихов члан је 1896. присуствовао Летњим олимпијским игара. Детаље прве модерне Олимпијаде је изнео у књизи Athens in the spring of 1896. Погинуо је у Санкт Петербургу 25. фебруара 1917. у чину генерал пјешадије током Фебруарске револуције.